# Mediana
Mediana (en serbe cyrillique : Медијана ; en serbe latin : Medijana) est un site archéologique romain situé dans la banlieue est de la ville de Niš, en Serbie. 
Les fouilles ont mis en évidence une villa datée du règne de Constantin avec péristyle, thermes, grenier et château d'eau. Bien que des vestiges romains soient dispersés dans toute la région de Niš, Mediana représente le mieux la partie la mieux préservée de l'antique cité de Naissus. En raison de l'importance du site, Mediana figure sur la liste des sites archéologiques d'importance exceptionnelle de la république de Serbie.

## Site
Sur le site, les excavations ont notamment mis au jour une villa avec péristyle, thermes, grenier et un château d'eau. Cette résidence date de l'empereur Constantin le Grand, qui a régné de 306 à 337 et qui est né et a grandi dans cette ville.